# Steinitz, Altmarkkreis Salzwedel
Steinitz là một đô thị thuộc huyện Altmarkkreis Salzwedel, bang Saxony-Anhalt, Đức.